# Röjan
För andra betydelser, se Röjan (olika betydelser).
Röjan är en ca 45 km lång älv som rinner upp i östra Härjedalen, i ett stort myrområde (Röjkölen) mellan Vemdalsfjällen och Klövsjöfjällen, och som mynnar i Ljungan vid Rätanssjön i Rätan, södra Jämtland. Älven kallas även Röjån. I dess övre lopp finns de kända Fallmorafallen
Röjan har också givit namnet till byn Röjan, stationssamhälle längs Inlandsbanan, och naturreservatet Röjan.